# NGC 4439
NGC 4439 è un ammasso aperto visibile nella costellazione della Croce del Sud.

## Osservazione

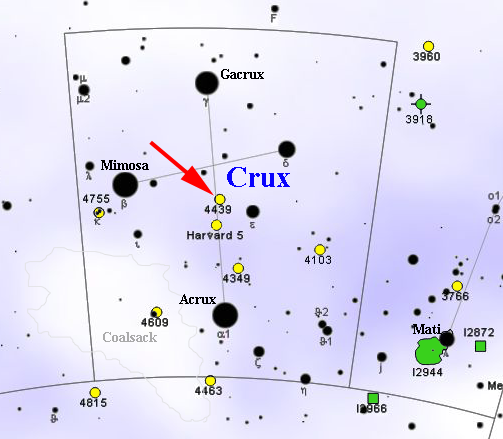
Mappa per individuare NGC 4439.

Si individua a brevissima distanza dall'intersezione delle "assi" della croce, in direzione di un campo stellare saturo di stelle di fondo; è visibile con un binocolo 10x50 solo sotto ottime condizioni osservative, dove si mostra come una semplice macchia chiara. In un telescopio da 100mm di apertura è visibile come un arco di stelline disposto verso oriente, la cui forma ricorda vagamente il simbolo dell'Euro. Strumenti di 200mm di apertura offrono una bella visuale, con visibili alcune decine di stelle fino alla magnitudine 13,7 sovrapposte a uno sfondo molto ricco di stelle.
Quest'ammasso si trova ad una declinazione fortemente australe, pertanto non è osservabile da molte delle regioni abitate dell'emisfero boreale, come l'Europa e quasi tutto il Nordamerica; da diverse regioni abitate dell'emisfero australe, al contrario, si presenza circumpolare. Il periodo migliore per la sua osservazione nel cielo serale è quello compreso fra febbraio e luglio.

## Storia delle osservazioni
NGC 4439 venne individuato per la prima volta da James Dunlop nel 1826, quando prestava servizio come sovrintendente dell'osservatorio del Nuovo Galles del Sud in Australia; l'astronomo John Herschel lo riosservò in seguito e lo inserì nel suo General Catalogue of Nebulae and Clusters col numero 2997.

## Caratteristiche
NGC 4439 è un ammasso di media concentrazione, ben contrastato sui campi stellari di fondo; la sua distanza è stimata attorno ai 1785 parsec (circa 5820 anni luce) ed è quindi situato all'interno del Braccio del Sagittario, in una regione piuttosto ricca di stelle giovani e regioni H II associate a nubi molecolari giganti.
Si tratta di un oggetto poco conosciuto e studiato, per il quale sono noti soltanto i parametri fondamentali; la sua età è stimata sugli 80 milioni di anni, pertanto risulta essere un ammasso piuttosto giovane. La sua stella più luminosa è CD-59°4262, avente classe spettrale B3 e magnitudine 10,43; fino alla magnitudine 11 vi sono quattro componenti, che diventano quindici se si arriva alla magnitudine 13.